# Cantó de Saint-Étienne-Nord-Oest-2
El cantó de Saint-Étienne-Nord-Oest-2 és un cantó francès al districte de Saint-Étienne (departament del Loira,) que compta amb els municipis Saint-Genest-Lerpt, Roche-la-Molière i part del de Sant-Etiève.
| Data d'elecció | Identitat       | Partit        | Qualitat |
| -------------- | --------------- | ------------- | -------- |
| 1973-1976      | M. Richard      | Divers droite |          |
| 1976-1982      | Jean Hugon      | PS            |          |
| 1982-1988      | Gérard Sève     | UDF           |          |
| 1988-2004      | Jean Hugon      | PS            |          |
| 2004-          | Arlette Bernard | PS            |          |
|                |                 |               |          |